# Parc Hassen Belkhodja
 (octobre 2024).
Le Parc Hassen Belkhodja (arabe : منتزه حسان بلخوجة), dit Parc B, est le centre d'entraînement de l'équipe de football de l'Espérance sportive de Tunis.

## Histoire
Portant le nom de Hassen Belkhodja, président du club entre 1971 et 1981, il comporte plusieurs terrains gazonnés et une salle omnisports, la salle Mohamed-Zouaoui.
Il y est annexé également un hôtel trois étoiles appelé Hôtel du Parc.